# Los Jaivas
Los Jaivas sono un gruppo musicale cileno formato nel 1963 di genere progressive folk.

## Formazione
- Ankatu Alquinta - voce, chitarra
- Juanita Parra - batteria
- Mario Mutis - voce, chitarra elettrica, basso, percussioni
- Eduardo Parra - organo, percussioni
- Claudio Parra - pianoforte, voce
- Eloy Alquinta - voce, sassofono, percussioni
- Aurora Alquinta - voce

## Discografia parziale

### Album in studio
- 1971 - El Volantín
- 1972 - Todos juntos
- 1974 - Sueños de América
- 1975 - Los Jaivas (El indio)
- 1977 - Canción Del Sur
- 1981 - Alturas de Macchu Picchu
- 1982 - Aconcagua
- 1984 - Obras de Violeta Parra
- 1989 - Si tu no estás
- 1995 - Hijos de la Tierra
- 1997 - Trilogia: El Rencuentro
- 1999 - Mamalluca
- 2001 - Arrebol
- 2003 - La Vorágine I, Pan Negro
- 2003 - La Vorágine II, La Reforma
- 2003 - La Vorágine III, El Tótem
- 2003 - La Vorágine IV, Mucha Intensidad
- 2003 - La Vorágine V, ¿Qué Hacer?

### Colonne sonore
- 1995 - Palomita blanca

### Album dal vivo
- 2000 - Los Jaivas en concierto: Gira Chile 2000

### Raccolte
- 1978 - Mambo de Machaguay
- 2000 - En El Bar-Restaurant Lo Que Nunca Se Supo
- 2003 - Obras Cumbres
- 2004 - Serie de Oro: Grandes Exitos